# سه تابلوی مریم
سه تابلوی مریم یا ایدئال یک‌نفر پیرمرد دهگانی در سه تابلو مهم‌ترین سرودهٔ میرزاده عشقی به سال ۱۳۴۲ هجری قمری (۱۳۰۲ خورشیدی) است. این منظومه هم به واسطهٔ محتوایش که شکست انقلاب مشروطهٔ ایران را به نحو شاعرانه‌ای به تصویر می‌کشد و هم به واسطهٔ ساختارشکنی‌اش در اشکال و قوالب شعر سنتی فارسی اهمیت دارد.
عشقی منظومهٔ سه تابلوی مریم را در پی فراخوان فرج‌الله بهرامی، دبیر اعظم و رئیس وقت کابینهٔ جنگ ایران، سرود که از نویسندگان خواسته بود «ایدئال خودشان را برای ایجاد یک حکومت مرکزی مقتدر بدست سردار سپه» در روزنامهٔ شفق سرخ بیان کنند. با وجود این، مفاد سه تابلوی ایدئالی که عشقی ساخت، به بیان خودش، «با منظور آن‌ها مخالفت» داشت.

## محتوا
منظومه از سه بخش تشکیل شده است که نامشان از قرار زیر است:
- تابلو اول: شب مهتاب
- تابلو دوم: روز مرگ مریم
- تابلو سوم: سرگذشت پدر مریم و ایدئال او

مریم در این منظومه نمادی از انقلاب مشروطه ایران است که به شکستی بزرگ می‌انجامد. قهرمان داستان مردی ایرانی است که در کرمان شغل دولتی داشت ولی او را اخراج کردند و منصبش را به «مرده‌شویی» دادند که خواهر و دختر و زن و برادرش را برای کامجویی در اختیار حاکم کرمان قرار می‌داد. زن اولش از گرسنگی و خرابی اوضاع می‌میرد. مرد و دو پسرش به نائین می‌روند و مشروطه‌خواه می‌شوند. مرد مشروطه‌خواه زن دومی می‌گیرد و در همان روز صدور فرمان مشروطیت توسط مظفرالدین شاه صاحب دختری به نام مریم می‌شود. در پی به توپ بستن مجلس به دست محمدعلی شاه، مرد به تهران می‌رود و پس از مدتی حبس کشیدن، برای پیوستن به مشروطه‌خواهان به گیلان می‌رود. دو پسرش جزو اولین کشتگان جنبش مشروطه در قزوین بودند. اما پس از به ثمر رسیدن جنبش مشروطه، برای دادخواهی او و کسانی که برای مشروطه تلاش کرده بودند، ارزشی قائل نشدند:

مرد مشروطه‌خواه به‌ناچار در شمران به دهقانی مشغول می‌شود. زن دومش دق‌مرگ می‌شود. پسر «فکلی» تهرانی به دخترش تجاوز می‌کند ولی از ازدواج با او سر باز می‌زند و در نتیجه مریم خودکشی می‌کند. در تابلوی سوم، پدر مریم از سر استیصال می‌گوید:

عشقی همراه منظومه، یادداشتی منظوم برای فرج‌الله بهرامی نیز فرستاد که در آن آمده بود:
ماشاءالله آجودانی با برجسته کردن عبارت «عید خون»، سرودهٔ عشقی را نمونه‌ای از خشونت‌ورزی و افراط‌وتفریط می‌داند، ویژگی‌هایی که تاریخ جدید ایران مشحون از آن‌هاست.

عشقی خطاب به علی دشتی، مدیرمسئول و صاحب‌امتیاز روزنامهٔ شفق سرخ، نوشته بود: